# Radio de Schwarzschild
El radio de Schwarzschild es la medida del tamaño de un agujero negro de Schwarzschild, es decir, un agujero negro de simetría esférica y estático. Se corresponde con el radio aparente del horizonte de sucesos, expresado en coordenadas de Schwarzschild.
Puesto que el tamaño de un agujero negro depende de la energía absorbida por este, cuanto mayor es la masa del agujero negro, tanto mayor es el radio de Schwarzschild, que viene dado por:

{\displaystyle r_{s}={2GM \over c^{2}}}

Donde:
- G es la constante gravitatoria,
- M es la masa del objeto y
- c es la velocidad de la luz.

Esta expresión la halló Karl Schwarzschild en 1916 y constituye parte de una solución exacta para el campo gravitatorio formado por una estrella con simetría esférica no rotante. La solución de Schwarzschild fue la primera solución exacta encontrada para las ecuaciones de la relatividad general. El radio de Schwarzschild es proporcional a la masa del objeto. El radio de Schwarzschild para la masa del Sol es de 3 km mientras que el radio de Schwarzschild de un objeto de la masa terrestre es de tan solo 8.89 mm. El agujero negro supermasivo del centro galáctico tiene una masa de unos 4 millones de masas solares y su radio es, aproximadamente, de 12 millones de kilómetros (unos 40 segundos luz).

## Historia
En 1916 Karl Schwarzschild obtuvo la solución exacta a las ecuaciones de campo de Einstein para el campo gravitatorio fuera de un cuerpo no giratorio y esféricamente simétrico con masa {\displaystyle M} (ver métrica de Schwarzschild). La solución contenía términos de la forma {\displaystyle 1-{r_{s}}/r} y {\displaystyle {\frac {1}{1-{r_{s}}/r}}}, que se convierten en singular en {\displaystyle r=0} y {\displaystyle r=r_{s}} respectivamente. El {\displaystyle r_{s}} se ha llegado a conocer como el radio de Schwarzschild. El significado físico de estas singularidades se debatió durante décadas. Se descubrió que la situada en {\displaystyle r=r_{s}} es una singularidad de coordenadas, lo que significa que es un artefacto del sistema particular de coordenadas que se utilizó; mientras que la situada en {\displaystyle r=0} es una singularidad del espaciotiempo y no puede eliminarse. El radio de Schwarzschild es, no obstante, una cantidad físicamente relevante, como se ha señalado anteriormente y a continuación.
Esta expresión se había calculado anteriormente, utilizando la mecánica newtoniana, como el radio de un cuerpo esféricamente simétrico en el que la velocidad de escape era igual a la velocidad de la luz. Había sido identificado en el siglo XVIII por John Michell y Pierre-Simon Laplace.

## Parámetros
El radio de Schwarzschild de un objeto es proporcional a su masa. Así, el Sol tiene un radio de Schwarzschild de aproximadamente 3 km (1,9 mi), mientras que el de la Tierra es de sólo unos 9 mm (0,4 plg) y el de la Luna es de unos 0,1 mm (0 plg). La masa del universo observable tiene un radio de Schwarzschild de aproximadamente 13 700 millones de años luz.
| Objeto                                 | Masa {\textstyle M} | Radio de Schwarzschild {\textstyle {\frac {2GM}{c^{2}}}} | Radio real {\textstyle r}                | Densidad de Schwarzschild {\textstyle {\frac {3c^{6}}{32\pi G^{3}M^{2}}}} o {\textstyle {\frac {3c^{2}}{8\pi Gr^{2}}}} |
| -------------------------------------- | ------------------- | -------------------------------------------------------- | ---------------------------------------- | --- |
| Universo observable                    | 8,8×1052 kg         | 1,3×1026 m (13,7 mil millones de años-luz)               | 4,4×1026 m (46.500 millones de años-luz) | 9,5×10-27 kg/m3. |
| Vía Láctea                             | 1,6×1042 kg         | 2,4×1015 m (0,25 año-luz)                                | 5×1020 m (52,9 mil años-luz)             | 0,000029 kg/m3. |
| TON 618 (mayor agujero negro conocido) | 1,3×1041 kg         | 1,9×1014 m (~1300 AU)                                    |                                          | 0,0045 kg/m3. |
| SMBH en NGC 4889                       | 4,2×1040 kg         | 6,2×1013 m (~410 AU)                                     |                                          | 0,042 kg/m3. |
| SMBH en Messier 87                     | 1,3×1040 kg         | 1,9×1013 m (~130 AU)                                     |                                          | 0,44 kg/m3. |
| SMBH en la Galaxia de Andrómeda        | 3,4×1038 kg         | 5,0×1011 m (3,3 AU)                                      |                                          | 640 kg/m3. |
| Sagitario A* (SMBH en la Vía Láctea)   | 8,2×1036 kg         | 1,2×1010 m (0,08 AU)                                     |                                          | 1,1×106 kg/m3. |
| Sol                                    | 1,99×1030 kg        | 2,95×103 m                                               | 7,0×108 m                                | 1,84×1019 kg/m3. |
| Júpiter                                | 1,90×1027 kg        | 2,82 m                                                   | 7,0×107 m                                | 2,02×1025 kg/m3. |
| Tierra                                 | 5,97×1024 kg        | 8,87 mm                                                  | 6,37×106 m                               | 2,04×1030 kg/m3. |
| Luna                                   | 7,35×1022 kg        | 1.09×10-4 m                                              | 1,74×106 m                               | 1,35×1034 kg/m3. |
| Saturno                                | 5,683×1026 kg       | 8,42×10-1 m                                              | 5,82×107 m                               | 2,27×1026 kg/m3. |
| Urano                                  | 8,681×1025 kg       | 1,29×10-1 m                                              | 2,54×107 m                               | 9,68×1027 kg/m3. |
| Neptuno                                | 1,024×1026 kg       | 1,52×10-1 m                                              | 2,46×107 m                               | 6,97×1027 kg/m3. |
| Mercurio                               | 3,285×1023 kg       | 4,87×10-4 m                                              | 2,44×106 m                               | 6,79×1032 kg/m3. |
| Venus                                  | 4,867×1024 kg       | 7,21×10-3 m                                              | 6,05×106 m                               | 3,10×1030 kg/m3. |
| Marte                                  | 6,39×1023 kg        | 9,47×10-4 m                                              | 3,39×106 m                               | 1,80×1032 kg/m3. |
| Persona                                | 70 kg               | 1,04×10-25 m                                             | ~5×10-1 m                                | 1,49×1076 kg/m3. |
| Masa de Planck                         | 2,18×10-8 kg        | 3,23×10-35 m                                             | (dos veces la longitud de Planck)        | 1,54×1095 kg/m3. |

## Clasificación de los agujeros negros según el radio de Schwarzschild
| Clase                            | Approx. masa   | Approx. radio    |
| -------------------------------- | -------------- | ---------------- |
| Agujero negro supermasivo        | 10 5 –10 10 M☉ | 0.001–400 UA     |
| Agujero negro de masa intermedia | 103 MSun       | 103 km ≈ rREarth |
| Agujero negro estelar            | 10 MSun        | 30 km            |
| Microagujero negro               | up to MLuna    | hasta 0.1 mm     |

Cualquier objeto cuyo radio sea menor que el radio de Schwarzschild se denomina agujero negro. La superficie en el radio de Schwarzschild actúa como un horizonte de sucesos en un cuerpo no giratorio (un agujero negro giratorio funciona de forma ligeramente distinta). Ni la luz ni las partículas pueden escapar a través de esta superficie desde la región interior, de ahí el nombre de "agujero negro".
Los agujeros negros pueden clasificarse en función de su radio de Schwarzschild o, lo que es lo mismo, de su densidad, que se define como la masa de un agujero negro dividida por el volumen de su esfera de Schwarzschild. Como el radio de Schwarzschild está linealmente relacionado con la masa, mientras que el volumen encerrado corresponde a la tercera potencia del radio, los agujeros negros pequeños son, por tanto, mucho más densos que los grandes. El volumen encerrado en el horizonte de sucesos de los agujeros negros más masivos tiene una densidad media inferior a la de las estrellas de la secuencia principal.

### Agujero negro supermasivo
Un agujero negro supermasivo (SMBH) es el mayor tipo de agujero negro, aunque existen pocos criterios oficiales sobre cómo se considera así a un objeto de este tipo, del orden de cientos de miles a miles de millones de masas solares. (Se han detectado agujeros negros supermasivos de hasta 21.000 millones de  M☉ (2,1 × 1010), como NGC 4889.) A diferencia de agujeros negros de masa estelar, los agujeros negros supermasivos tienen densidades medias comparativamente bajas.  Nótese que un agujero negro (no giratorio) es una región esférica en el espacio que rodea la singularidad en su centro; no es la singularidad en sí.  Teniendo esto en cuenta, la densidad media de un agujero negro supermasivo puede ser inferior a la densidad del agua.
El radio de Schwarzschild de un cuerpo es proporcional a su masa y, por tanto, a su volumen, suponiendo que el cuerpo tenga una densidad de masa constante. En cambio, el radio físico del cuerpo es proporcional a la raíz cúbica de su volumen.  Por lo tanto, a medida que el cuerpo acumula materia a una densidad fija dada (en este ejemplo, 997 [kilogramo por metro cúbico|kg/m3], la densidad del agua), su radio de Schwarzschild aumentará más rápidamente que su radio físico. Cuando un cuerpo de esta densidad haya crecido hasta alcanzar unos 136 millones de masas solares (  M☉ 1,36 × 108), su radio físico se vería superado por su radio de Schwarzschild, por lo que formaría un agujero negro supermasivo.
Se cree que los agujeros negros supermasivos de este tipo no se forman inmediatamente a partir del colapso singular de un cúmulo de estrellas. En lugar de ello, pueden comenzar su vida como agujeros negros más pequeños, de tamaño estelar, y hacerse más grandes por la acreción de materia, o incluso de otros agujeros negros.[cita requerida]
El radio de Schwarzschild del agujero negro supermasivo en el Centro Galáctico de la Vía Láctea es de aproximadamente 12 millones de kilómetros. Su masa es de aproximadamente 4,1 millones   M☉ .

### Agujero negro estelar
Los agujeros negros estelares tienen densidades medias mucho mayores que los agujeros negros supermasivos. Si se acumula materia a densidad nuclear (la densidad del núcleo de un átomo, unos 1018 kg/m3; las estrellas de neutrones también alcanzan esta densidad), tal acumulación caería dentro de su propio radio de Schwarzschild a unos 3 M☉ y, por tanto, sería un agujero negro estelar.

### Micro agujero negro
Una masa pequeña tiene un radio de Schwarzschild extremadamente pequeño, una masa similar al Monte Everest Usando estos valores, se puede calcular una masa estimada de 6.3715×1014 kg. que tiene un radio de Schwarzschild mucho menor que un nanómetro. Su densidad media a ese tamaño sería tan alta que ningún mecanismo conocido podría formar objetos tan extremadamente compactos. Estos agujeros negros posiblemente se formaron en una etapa temprana de la evolución del universo, justo después del Big Bang, cuando las densidades eran extremadamente altas. Por ello, estos hipotéticos agujeros negros en miniatura se denominan  agujeros negros primordiales.

## Otros usos

### En la dilatación gravitatoria del tiempo
La dilatación gravitacional del tiempo cerca de un cuerpo grande, de rotación lenta y casi esférico, como la Tierra o el Sol, puede aproximarse razonablemente de la siguiente manera:
{\displaystyle {\frac {t_{r}}{t}}={\sqrt {1-{\frac {r_{\mathrm {s} }}{r}}}}}
donde:
- tr es el tiempo transcurrido para un observador en la coordenada radial r dentro del campo gravitatorio;
- t es el tiempo transcurrido para un observador alejado del objeto masivo (y, por tanto, fuera del campo gravitatorio);
- r es la coordenada radial del observador (que es análoga a la distancia clásica desde el centro del objeto);
- rs es el radio de Schwarzschild.